# Wiesa (Kamenz)

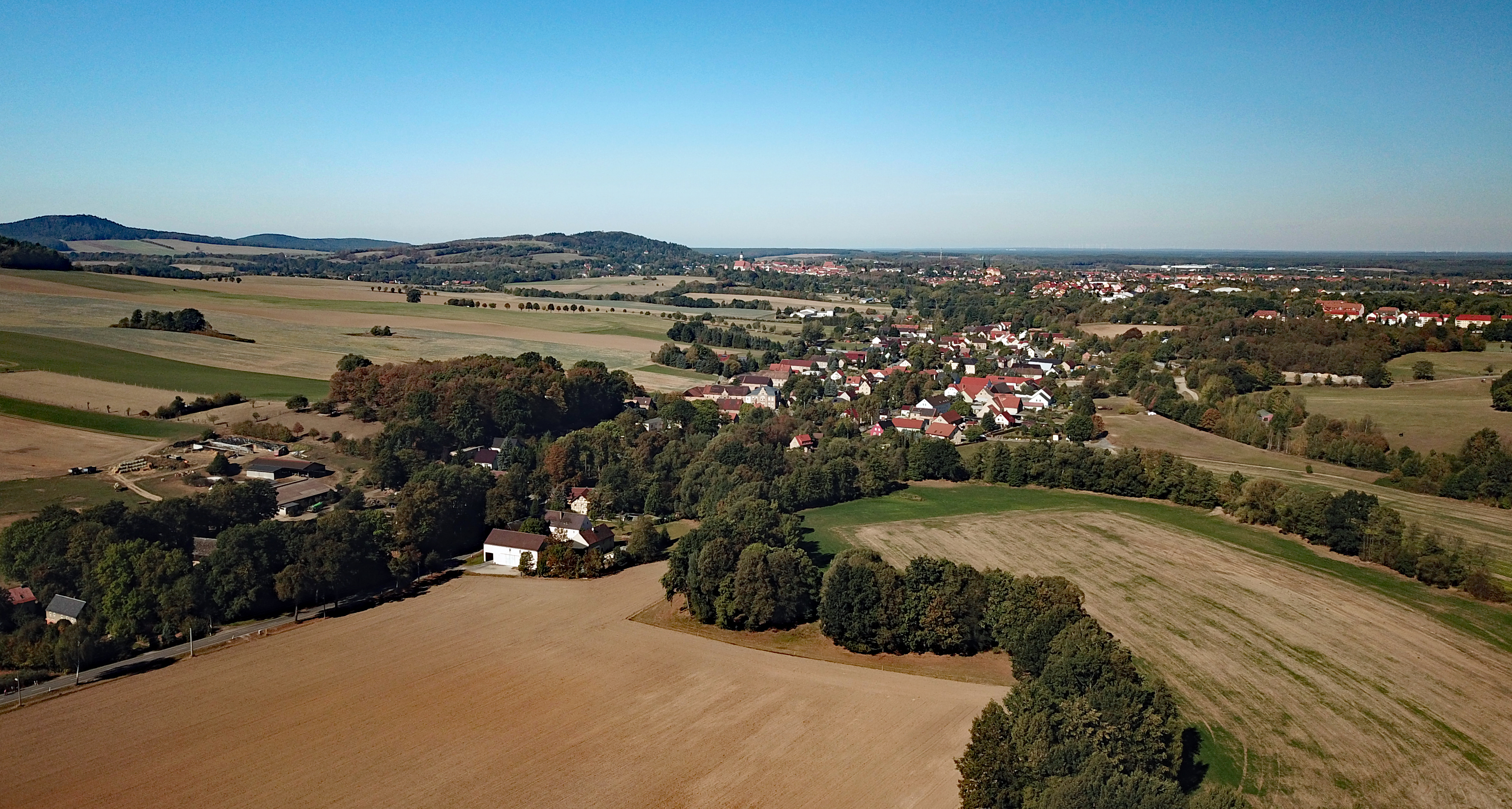
Luftbild

Wiesa, obersorbisch Brěznjaⓘ, ist seit seiner Eingemeindung 1974 ein Stadtteil von Kamenz. Er liegt im südlichen Bereich der Stadt an der Schwarzen Elster im Landkreis Bautzen und zählt zum offiziellen sorbischen Siedlungsgebiet in der Oberlausitz.

## Verkehrsanbindung

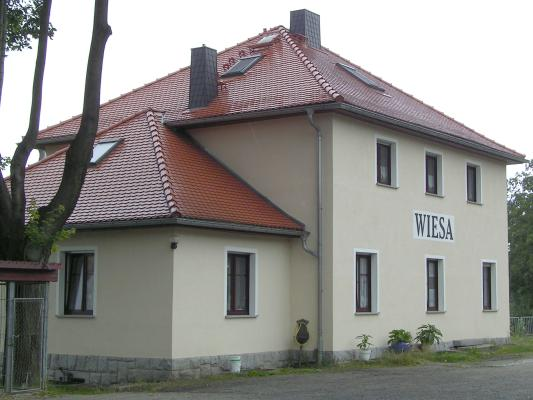
Bahnhof Wiesa

Wiesa wird von der ehemaligen Staatsstraße 102 Kamenz–Bautzen tangiert und der Straße Kamenz–Bischofswerda durchquert. Die inzwischen eingestellte Bahnstrecke Kamenz–Bischofswerda durchquerte ebenfalls Wiesa und besaß einen Haltepunkt am Wiesaer Bahnhof. Seit dem Abriss einer Bahnbrücke zwischen Wiesa und Kamenz ist diese nicht mehr nutzbar.

## Geschichte
Wiesa wurde 1238 gegründet. Hauptarbeitgeber der Bewohner war, wie in vielen anderen ländlichen Gemeinden, die Landwirtschaft. Neben der Landwirtschaft etablierten sich im 19. Jahrhundert mehrere Steinbrüche, in denen die vorhandenen Granitvorkommen abgebaut wurden. 1974 wurde Wiesa in die benachbarte Stadt Kamenz eingemeindet.

## Siedlungsform
Wiesa ist ein Waldhufendorf mit Gelängeflurteil. Die Mittelachse des Dorfs bildet dabei die Schwarze Elster. Die Flurstücke breiteten sich in südöstlicher Richtung unterhalb des Heidelbergs und in nordwestlicher Richtung aus.

## Einwohnerentwicklung
| Jahr | EW   |
| ---- | ---- |
| 1547 | 027  |
| 1777 | 53   |
| 1834 | 442  |
| 1871 | 646  |
| 1890 | 953  |
| 1910 | 1288 |
| 1925 | 1383 |
| 1939 | 1558 |
| 1946 | 1816 |
| 1950 | 1888 |
| 1964 | 1804 |
| 2005 | 1104 |
| 2011 | 705  |